# Lido Tomasi
Lido Tomasi (* 17. November 1955 in Vione, Provinz Brescia) ist ein ehemaliger italienischer Skispringer.

## Werdegang
Tomasi sprang ab der Vierschanzentournee 1973/74 regelmäßig das Turnier, konnte aber zu keiner Zeit seiner Karriere vordere Plätze bei Springen in der Tournee erreichen.
Bei den Olympischen Winterspielen 1976 in Innsbruck erreichte Tomasi auf der Normalschanze den 45. und auf der Großschanze den 47. Platz.
Sein erstes Weltcup-Springen bestritt er am 27. Dezember 1979 in Cortina d’Ampezzo und konnte dort mit dem 12. Platz auf Anhieb erste Weltcup-Punkte gewinnen. Dies gelang ihm auch beim Weltcup in Thunder Bay mit dem 14. Platz.
Bei den Olympischen Winterspielen 1980 in Lake Placid gehört er erneut zum italienischen Aufgebot und erreichte auf der Normalschanze den 38. Platz und auf der Großschanze den 46. Platz. Zwei Wochen nach den Spielen konnte er im Weltcup-Springen von St. Moritz mit dem 9. Platz sein bestes Saisonresultat erzielen. Er beendete die Saison 1979/80 auf dem 49. Platz in der Weltcup-Gesamtwertung.
Die Saison 1980/81 begann ebenso schlecht wie die vorhergehende Saison. Bei der Vierschanzentournee 1980/81 konnte erneut in keinem Springen Punkte gewinnen. Im Anschluss daran folgten jedoch eine Reihe von Platzierungen unter den besten Zehn. Sein bestes Saisonergebnis erzielte er im Springen in Sapporo mit einem 7. Platz von der Großschanze. Am Ende der Saison belegte er den 26. Platz in der Weltcup-Gesamtwertung. Es sollte die höchste Weltcup-Platzierung seiner Karriere bleiben.
Bei den Nordischen Skiweltmeisterschaften 1982 in Oslo erreichte er von der Normalschanze überraschend den 15. Rang und von der Großschanze den 36. Rang. Am Ende der Weltcup-Saison 1981/82 belegte er nach wechselnden Weltcup-Einzelergebnissen mit 21 Punkten den 34. Platz in der Gesamtwertung. In der Weltcup-Saison 1982/83 konnte er erneut mehrere Top-20- und auch Top-10-Resultate erzielen und beendete die Saison auf dem 29. Platz in der Gesamtwertung.
Zu Beginn der Weltcup-Saison 1983/84 konnte er mit zwei sechsten Plätzen in Thunder Bay und Lake Placid seine bis dahin besten Einzelplatzierungen im Weltcup erreichen. Erst in Cortina d’Ampezzo am 11. Januar 1984 konnte er diese Leistung mit einem 5. Platz noch übertreffen. Diese Platzierung war jedoch zudem die letzte unter den besten Zehn in seiner Karriere. Zu den Olympischen Winterspielen 1984 in Sarajevo wurde Tomasi erneut nominiert und erreichte dort auf der Normalschanze den 21. und auf der Großschanze den 33. Platz. Tomasi war der bislang einzige italienische Skispringer, der für drei olympische Turniere nacheinander nominiert wurde. Nachdem Tomasi den letzten Weltcup der Saison kurz nach den Spielen in Planica mit einem Punktegewinn beenden konnte, erreichte er in der Weltcup-Gesamtwertung den 29. Platz.
Zu Weltcup-Saison 1984/85 sprang Tomasi nur noch drei Weltcup-Springen im Rahmen der Vierschanzentournee 1984/85. Das Springen in Bischofshofen am 6. Januar 1985 war sein letztes aktives Weltcup-Springen.
Bei den Nordischen Skiweltmeisterschaften 1985 in Seefeld in Tirol sprang er zum Abschluss seiner Karriere noch einmal beim Springen von der Normalschanze, konnte jedoch mit Platz 50 keinerlei Erfolg mehr erzielen.

## Erfolge

### Weltcup-Platzierungen
| Saison  | Platz | Punkte |
| ------- | ----- | ------ |
| 1979/80 | 34.   | 21     |
| 1980/81 | 26.   | 30     |
| 1981/82 | 34.   | 21     |
| 1982/83 | 29.   | 28     |
| 1983/84 | 30.   | 37     |